# Barați, Bacău
Barați (maghiară: Barát) este un sat în comuna Mărgineni din județul Bacău, Moldova, România. La recensământul din 2002 avea o populație de 1741 locuitori.

## Personalități
- Narcis Iustin Ianău (n. 1995), cântăreț contratenor.